# تویوتا لنداسپید کروزر
تویوتا لنداسپید کروزر (به انگلیسی: Toyota Land Speed Cruiser) نوعی نسخه از لندکروزر سری۲۰۰ است که در نمایشگاه سنا در سال ۲۰۱۶ معرفی شد. این خودرو نیروی خود را از یک موتور 3UR-FE که ۵٫۷ لیتر و ۲۰۰۰ اسب بخار قدرت دارد تأمین می‌کند. این خودرو می‌تواند به حداکثر سرعت ۳۵۵ کیلومتر یا ۲۲۰ مایل دست پیدا کند.